# ناحیه بیتل، میشیگان
ناحیه بیتل (به انگلیسی: Bethel Township) یک منطقهٔ مسکونی در ایالات متحده آمریکا است که در شهرستان برنچ، میشیگان واقع شده‌است.
 ناحیه بیتل ۹۳٫۴ کیلومتر مربع مساحت و ۱٬۴۳۴ نفر جمعیت دارد و ۲۹۳ متر بالاتر از سطح دریا واقع شده‌است.